# Multiplicatief
De multiplicatief is een naamval waarmee een verlenging of herhaling van handeling wordt aangeduid. Deze naamval komt onder andere voor in het Hongaars en Fins, maar ook in andere talen als bijvoorbeeld het Cherokee. Het Russisch kent multiplicatieve werkwoorden.

## Fins
In het Fins is de uitgang van de multiplicatief in het enkelvoud -sti. In combinatie met een hoofdtelwoord geeft deze naamval aan hoe vaak een handeling verricht wordt, vergelijkbaar met de Nederlandse toevoeging "-maal" die van een telwoord een bijwoord maakt. Zo betekent viisi bijvoorbeeld "vijf", en viidesti "vijfmaal". De naamval kan ook op bijvoeglijke naamwoorden worden toegepast om een wijze van handeling uit te drukken, wat in het Nederlands gebeurt door het bijvoeglijk naamwoord bijwoordelijk te gebruiken. Zo betekent kaunis bijvoorbeeld "mooi" zoals in "dat is een mooi schilderij". Het multiplicatieve kauniisti betekent dan "op mooie wijze", of "mooi" als bijwoord zoals in "dat is mooi gemaakt". In combinatie met zelfstandige naamwoorden komt de multiplicatief in het Fins slechts sporadisch voor; een van de voorbeelden is het woord leikki, "spel", waarvan de betekenis verandert in "voor de grap, niet serieus, bij wijze van spel" wanneer het in de vorm leikisti wordt gebruikt. Daarnaast komt de multiplicatief voor bij enkele Finse scheldwoorden en wordt daar gebruikt om de betekenis te versterken. 

## Hongaars
In het Hongaars wordt de multiplicatieve uitgang -szor/-szer/-ször bij telwoorden gebruikt om een herhaling aan te duiden.
Voorbeelden hat = "zes", hatszor = "zesmaal"; öt = "vijf", ötször = "vijfmaal"; több = "meer", többször = "meermaals"
De achter een werkwoord geplaatste uitgang -gat/-get kan worden gebruikt om aan te geven dat de handeling herhaaldelijk of langdurig plaatsvindt.
Voorbeeld: beszél = "spreken", beszélget = "praten".

## Cherokee
In het Cherokee wordt de multiplicatieve uitgang -vhn gebruikt om bij werkwoorden aan te geven dat de actie aangegeven door het werkwoord zich over een bepaalde tijdspanne afspeelt.

## Russisch
In het Russisch is het multiplicatieve werkwoord een imperfectief, waarbij de perfectieve tegenhanger veelal eindigt op -нуть (-nut'). De betekenis van het multiplactieve werkwoord is 'de ene na de andere constante beweging maken'. Bijvoorbeeld махать - махнуть (machat' - machnut'), waarbij het eerste werkwoord de multiplicatieve variant is (de ene zwaai na de andere maken) en de tweede variant is een semelfactief werkwoord (één zwaaiend gebaar maken). 